# Први заменик премијера Совјетског Савеза
Први заменик премијера Совјетског Савеза била је јавна политичка функција заменик шефа владе Савеза Совјетских Социјалистичких Република (СССР). Упркос званичном називу позиције, ту функцију није нужно обављао искључиво појединац. Функција је током свог постојања имала три различита имена: први заменик председника Савета народних комесара (1923–1946), први заменик председника Савета министара (1946–1991) и први потпредседник Владе Совјетског Савеза (1991). Израз први потпредседник користили су спољни коментатори да опишу функцију првог заменика шефа владе.
Први заменик премијера је био одговоран за одређену област политике. На пример, Кирил Мазуров је био одговоран за индустрију, док је Дмитриј Пољански био задужен за пољопривреду. Поред тога, заменик премијера је био одговоран за координацију активности министарстава, државних одбора и других органа подређених Влади. Очекивало се да први заменик експедитивно упућује ове органе са циљем да обезбеде спровођење планова економског и друштвеног развоја и да провере да ли се поштују налози и одлуке Владе. Уколико премијер не би могао да обавља своје дужности, један од првих заменика преузимао би функцију вршиоца дужности до његовог повратка на функцију. Током касних 1970-их, када се здравље премијера Алексеја Косигина погоршало, Николај Тихонов је као први заменик деловао у име премијера. Коначно, први заменик је по праву био члан Председништва Владе, владиног највишег органа одлучивања.
На овој функцији је укупно 26 особа. Први носилац функције био је Валеријан Кујбишев, који је инаугурисан 1934. Лаврентиј Берија је најкраће провео на функцији и служио је 113 дана. Са више од седамнаест година, Вјачеслав Молотов је провео најдуже време у обављању функције, коју је обављао током већег дела председавања Јосифа Стаљина, као и кроз председавање Георгија Маљенкова и Николаја Булгањина.

## Носиоци функције
| Број | Портрет | Име и презиме (Рођење–Смрт)     | Мандат            | Мандат            | Мандат              | Премијер                                         | Обављана функција као први заменик премијера                                                              | Реф.                 |
| Број | Портрет | Име и презиме (Рођење–Смрт)     | Почетак мандата   | Крај мандата      | На функцији         | Премијер                                         | Обављана функција као први заменик премијера                                                              | Реф.                 |
| ---- | ------- | ------------------------------- | ----------------- | ----------------- | ------------------- | ------------------------------------------------ | --- | -------------------- |
| 1    |         | Валеријан Кујбишев (1888–1935)  | 14. мај 1934      | 25. јануар 1935 † | 256 дана            | Вјачеслав Молотов                                | Председавајући Централне Комисије совјетског народа                                                       | [ 3 ] [ 4 ]          |
| 2    |         | Николај Вознесенски (1895–1950) | 10. Март 1941     | 15. Март 1946     | 5 година, 5 дана    | Вјачеслав Молотов Јосиф Стаљин                   | Председавајући Централне Контролне Комисије                                                               | [ 5 ]                |
| 3    |         | Вјачеслав Молотов (1890–1986)   | 16. август 1942   | 29. јун 1957      | 11 година, 106 дана | Јосиф Стаљин Георгиј Маљенков Николај Булгањин   | Министар спољних послова                                                                                  | [ 6 ] [ 7 ]          |
| 4    |         | Николај Булгањин (1895–1975)    | 7. април 1950     | 8. фебруар 1955   | 4 године, 307 дана  | Јосиф Стаљин Георгиј Маљенков                    | Министар одбране                                                                                          | [ 8 ] [ 9 ]          |
| 5    |         | Лаврентиј Берија (1899–1953)    | 5. Март 1953      | 26. јун 1953      | 113 дана            | Георгиј Маљенков                                 | Министар унутрашњих послова                                                                               | [ 10 ]               |
| 6    |         | Лазар Каганович (1893–1991)     | 5. Март 1953      | 29. јун 1957      | 4 године, 141 дан   | Георгиј Маљенков Николај Булгањин Никита Хрушчов | Министар индустрије грађевинског материјала Председавајући државне комисије савета министара рада и плата | [ 11 ] [ 12 ] [ 13 ] |
| 7    |         | Анастас Микојан (1895–1978)     | 28. фебруар 1955  | 15. јул 1964      | 9 година, 138 дана  | Николај Булгањин Никита Хрушчов                  | Main diplomat to Cuba during the Cuban Missile Crisis                                                     | [ 14 ]               |
| 8    |         | Михаил Первухин (1904–1974)     | 28. фебруар 1955  | 5. јул 1957       | 2 године, 127 дана  | Николај Булгањин                                 | Председавајући државне економске комисије за текуће економско планирање                                   | [ 15 ]               |
| 9    |         | Максим Сабуров (1900–1977)      | 28. фебруар 1955  | 5. јул 1957       | 2 године, 127 дана  | Николај Булгањин                                 | Председавајући Госплан-а                                                                                  | [ 16 ]               |
| 10   |         | Џозеф Кузмин (1910–1996)        | 28. фебруар 1955  | 5. јул 1957       | 2 године, 127 дана  | Николај Булгањин                                 | Председавајући Госплан-а                                                                                  | [ 17 ]               |
| 11   |         | Фрол Козлов (1908–1965)         | 31. Март 1958     | 4. мај 1960       | 2 године, 34 дана   | Никита Хрушчов                                   | Председавајући Госплан-а                                                                                  | [ 18 ]               |
| 12   |         | Алексеј Косигин (1904–1980)     | 4. мај 1960       | 15. октобар 1964  | 4 године, 164 дана  | Никита Хрушчов                                   | — | [ 19 ]               |
| 13   |         | Дмитриј Устинов (1908–1984)     | 13. Март 1963     | 26. Март 1965     | 2 године, 13 дана   | Никита Хрушчов Алексеј Косигин                   | — | [ 20 ]               |
| 14   |         | Кирил Мазуров (1914–1989)       | 26. Март 1965     | 28. новембар 1978 | 13 година, 247 дана | Алексеј Косигин                                  | Први секретар Комунистичке Партије Белорусије                                                             | [ 21 ]               |
| 15   |         | Дмитриј Пољански (1917–2001)    | 2. октобар 1965   | 2. фебруар 1973   | 7 година, 123 дана  | Алексеј Косигин                                  | — | [ 22 ]               |
| 16   |         | Николај Тихонов (1905–1997)     | 2. септембар 1976 | 23. октобар 1980  | 4 године, 51 дан    | Алексеј Косигин                                  | — | [ 23 ]               |
| 17   |         | Иван Архипов (1907–1998)        | 27. октобар 1980  | 4. октобар 1986   | 5 година, 342 дана  | Николај Тихонов Николај Ришков                   | — | [ 24 ]               |
| 18   |         | Хејдар Алијев (1923–2003)       | 24. новембар 1982 | 23. октобар 1987  | 4 године, 333 дана  | Николај Тихонов Николај Ришков                   | Први секретар Комунистичке Партије Азербејџана                                                            | [ 25 ] [ 26 ]        |
| 19   |         | Андреј Громико (1909–1989)      | 24. Март 1983     | 2. јул 1985       | 2 године, 100 дана  | Николај Тихонов                                  | Министар спољних послова                                                                                  | [ 27 ] [ 28 ]        |
| 20   |         | Николај Тализин (1929–1991)     | 14. октобар 1985  | 1 . октобар 1988  | 2 године, 353 дана  | Николај Ришков                                   | Председавајући Госплан-а                                                                                  | [ 29 ]               |
| 21   |         | Всеволод Мураховски (1926–2017) | 1. новембар 1985  | 7. јун 1989       | 3 године, 218 дана  | Николај Ришков                                   | Председавајући државног комитета савета министара пољопривреде                                            | [ 30 ]               |
| 22   |         | Јуриј Масљуков (1937–2010)      | 5. фебруар 1988   | 26. децембар 1990 | 2 године, 324 дана  | Николај Ришков                                   | Председавајући Госплан-а                                                                                  | [ 31 ] [ 32 ]        |
| 23   |         | Лав Вороњин (1928–2006)         | 17. јул 1989      | 26. децембар 1990 | 1 година, 162 дана  | Николај Ришков                                   | — | [ 33 ]               |
| 24   |         | Владилен Никитин (1936–2021)    | 27. јул 1989      | 30. август 1990   | 1 година, 34 дана   | Николај Ришков                                   | — | [ 34 ]               |
| 25   |         | Владимир Величко (1937–)        | 15. јануар 1991   | 26. новембар 1991 | 315 дана            | Валентин Павлов Иван Силајев                     | Министар изградње тешком машинеријом                                                                      | [ 35 ] [ 36 ]        |
| 26   |         | Виталиј Догужјев (1935–2016)    | 15. јануар 1991   | 26. новембар 1991 | 315 дана            | Валентин Павлов Иван Силајев                     | — | [ 36 ]               |
| 27   |         | Владимир Шчербаков (р. 1949)    | 16. мај 1991      | 26. новембар 1991 | 194 дана            | Валентин Павлов Иван Силајев                     | — | [ 36 ]               |